# 에이치앤에프 (기업)
에이치앤에프(HNF Co. Ltd.)주식회사는 캐릭터 지식재산권(IP) 전문기업이다 카카오프렌즈 IP를 활용해 각종 제품을 만들고 유통해 왔다.

## 역사
2023년 사명을 에이치앤프렌즈에서 에이치앤에프로 변경하고, 박성종 단독 대표이사 체제에서 박성종·오준호 각자 대표이사 체제로 변경

## 같이 보기
- 포코리프렌즈

## 참고문헌
1. ↑  양정우, 상장 시동 건 에이치앤에프, 라이선시서 라이선서 '진화', 더벨, 2023년 11월 13일
2. ↑  양정우, "'포코리' 뜨자 문전성시…HNF 에이전트 경쟁력", 더벨, 2023-12-06
3. ↑  에이치앤에프, 인기 캐릭터 작가 누누씨·이슬로와 IP 활용 협력, 뉴스와이어, 2023-04-28